# Tyler Kolek

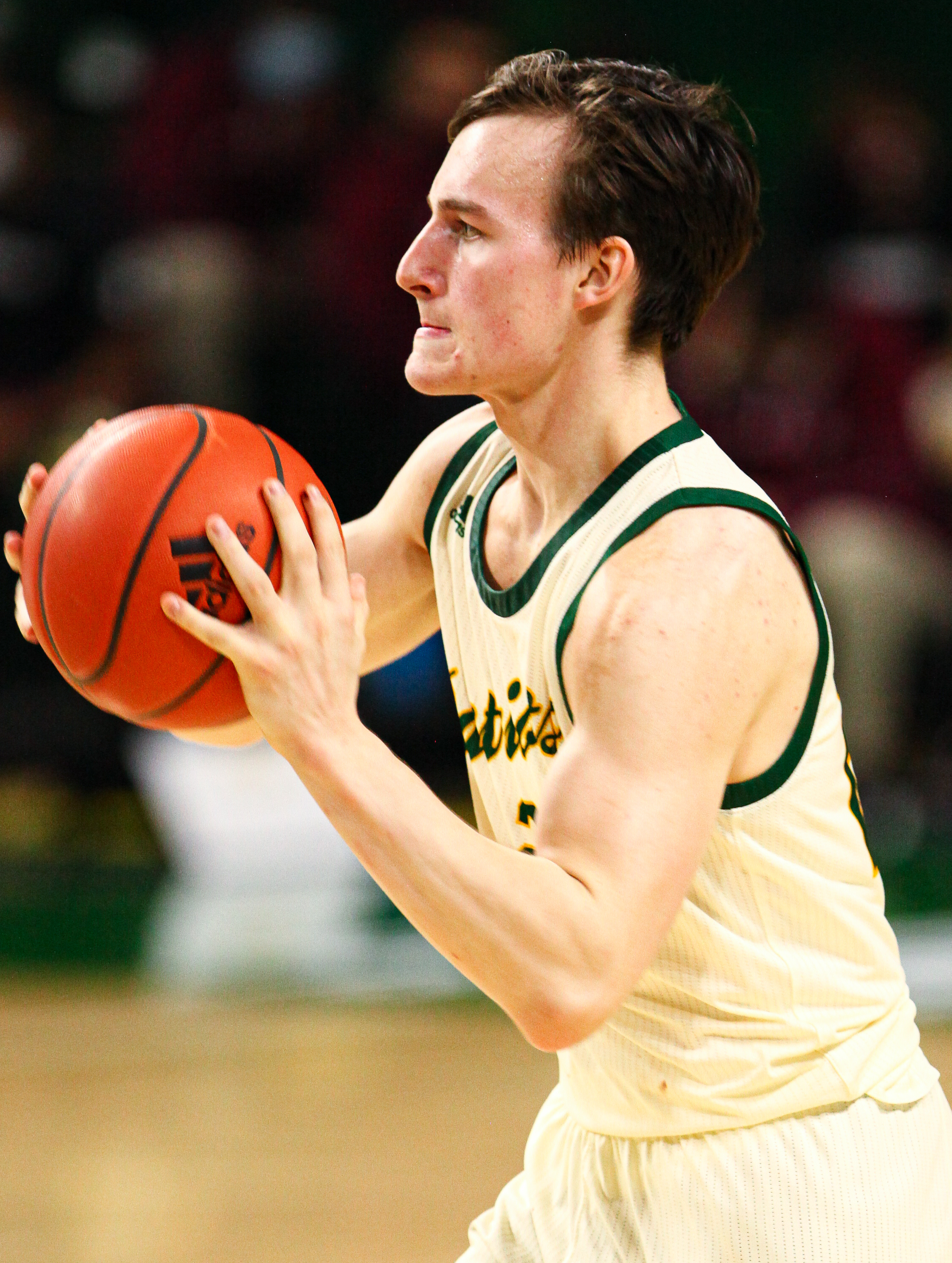
Tyler Kolek, 2021.

Tyler John Kolek, född 27 mars 2001 i Providence i Rhode Island, är en amerikansk professionell basketspelare (PG) som spelar för New York Knicks i National Basketball Association (NBA).
Han draftades av Portland Trail Blazers i andra rundan i 2024 års draft som 34:e spelare totalt.
Innan Kolek blev proffs studerade han först på George Mason University och spelade för deras idrottsförening George Mason Patriots. Kolek blev senare överförd till Marquette University och spelade för Marquette Golden Eagles.